# Winnipeg Beach
Winnipeg Beach – miejscowość w Kanadzie w regionie Interlake prowincji Manitoba. Znajduje się na zachodnim brzegu jeziora Winnipeg, około 56 km na północ od miasta Winnipeg. Graniczy z Gimli, St. Andrews oraz Dunnottar. Zamieszkana przez 1011 osób (2011).

## Historia
Winnipeg Beach powstało w 1900 roku z inicjatywy ówczesnego prezesa Canadian Pacific Railway, sir Williama Whyte'a. Miała to być miejscowość wypoczynkowa, powstały więc promenady, mola, hotele, a także instalacje rozrywkowe, w tym wielka sala taneczna oraz kolejka górska o wysokości ponad 90 m. W 1903 do Winnipeg Beach przyjechał pierwszy pociąg z Winnipeg, przywożąc 500 pasażerów. W 1913 roku 13 par pociągów dowoziło turystów z Winnipeg za cenę 50 centów za podróż w obie strony. Wśród nich był również pociąg "Moonlight Special", przyjeżdżający do Winnipeg w każdą sobotę o północy. 
Park rozrywki zaczął tracić na znaczeniu w połowie XX wieku. W 1961 roku zaprzestano całkowicie kursowania pociągów pasażerskich. Do 1964 zdemontowano kolejkę górską, a także zamknięto ostatecznie salę taneczną.

## Źródła
- Historia Winnipeg Beach